# NGC 134
NGC 134 é uma galáxia espiral barrada (SBbc) localizada na direcção da constelação de Sculptor. Possui uma declinação de -33° 14' 42" e uma ascensão recta de 0 horas, 30 minutos e 21,8 segundos.
A galáxia NGC 134 foi descoberta em 7 de Julho de 1826 por James Dunlop.